# Marie-Antoinette Tonnelat
Marie-Antoinette Tonnelat (geborene Baudot; * 5. März 1912 in Charolles; † 3. Dezember 1980 in Paris) war eine französische theoretische Physikerin, die sich insbesondere mit Allgemeiner Relativitätstheorie (ART) und deren Geschichte befasste.
Tonnelat besuchte das Lycée Louis-le-Grand und studierte am Institut Catholique der Sorbonne in Paris mit dem Abschluss des Lizenziats in Philosophie. Gleichzeitig besuchte sie 1933/34 das Labor von Jean Perrin und war ab 1935 in der Gruppe von Louis de Broglie im Institut Henri Poincaré in Paris, bei dem sie 1940 promoviert wurde (Theorie des Photons in einem Riemannschen Raum). 1948 nahm sie an der Solvay-Konferenz teil. Ab 1945 forschte sie für das CNRS, zuletzt als Forschungsdirektorin. 1956 wurde sie Professor an der Sorbonne, wo sie auch Wissenschaftsgeschichte unterrichtete. Schon ab 1949 unterrichtete sie Geschichte der Physik am Institut für Wissenschaftsgeschichte der Sorbonne (geleitet von Gaston Bachelard). Nach dem Tod von de Broglie war sie dessen Nachfolgerin auf dem Lehrstuhl für theoretische Physik.
Sie befasste sich mit nichtlinearer Elektrodynamik (nach Born-Infeld), Theorie des Gravitons und verschiedenen vereinheitlichten Feldtheorien nach Einstein und Erwin Schrödinger. 1946 arbeitete sie mit Schrödinger am Dubliner Institute for Advanced Study. Sie korrespondierte mit Schrödinger und Einstein und erhielt von Einstein 1955 kurz vor dessen Tod eine Einladung nach Princeton.
1970 erhielt sie den Prix Henri Poincaré der Academie des Sciences und 1945 den Prix Pierson Perrin. Sie war Mitglied der Academie Internationale d’Histoire des Sciences.
Sie war in den 1930er Jahren mit Wolfgang Döblin befreundet, heiratete aber dann Jacques Tonnelat, den Sohn von Ernest Tonnelat (einem Germanisten, Freund von Alfred Döblin). Nach Döblins Verschwinden 1940 suchte sie nach Spuren von ihm und berichtete seinen Eltern von seinem Tod.

## Schriften
- La Théorie du champ unifié d’Einstein et quelques-uns de ses développements, Gauthier-Villars, 1955
- Les Principes de la théorie électromagnétique de la relativité, Masson, 1959
- Les Vérifications expérimentales de la relativité générale, Masson, 1964
- Les Théories unitaires de l’électromagnétisme et de la gravitation, Gauthier-Villars, 1965
- Histoire du principe de relativité, Flammarion, 1970